# Bones Brigade
Die Bones Brigade ist ein Skateboard-Team, welches für den Skateboardhersteller Powell & Peralta und später Powell fuhr. Das Team wurde 1983 von Stacy Peralta gegründet, welcher selbst die Mitglieder seines Teams aussuchte. Zu dieser Zeit war die Gruppe vor allem in Skateboardwettbewerben sehr erfolgreich, wodurch sie großen Einfluss auf die Zukunft des Skatenboardens hatten, teilweise prägen sie die Szene noch heute.
Powell & Peralta startete 1984 mit der Produktion von Skateboardvideos. Zu dieser Zeit, als erst sehr wenige Unternehmen Videos produzierten, spielte die Bones Brigade im Vergleich zu den anderen Unternehmensteams eine wichtige Rolle. Bis heute sind 17 Videos produziert worden.

## Geschichte
1978 schloss sich George Powell, ein Maschinenbauingenieur, der neue Skateboard-Produkte entwickelt hatte, mit Stacy Peralta, einem der bekanntesten Skater dieser Zeit, zusammen. Die beiden gründeten das Unternehmen Powell & Peralta, welches Powells Produkte vertrieb. Peralta war gemeinsam mit Craig Stecyk III für das Marketing zuständig und wollte ein Team aus ambitionierten Skatern zusammenstellen, das den Namen „Bones Brigade“ erhielt.
Bis 1983 hatte Peralta ein Team zusammengestellt, das die Skateboard-Wettbewerbe dominierte und völlig neue Wege des Skatens einschlug. Die ersten Mitglieder waren Tony Hawk, Rodney Mullen, Steve Caballero, Lance Mountain, Tommy Guerrero und Mike McGill. Unzufrieden mit der Art und Weise, wie die Zeitschriften über die Brigade berichteten, umgingen Stacy und sein Kollegen sie mit neumodischen Videorekordern und schufen eine neue Propagandawaffe. Nachdem er den Nicht-Skater, den er als Regisseur eingestellt hatte, gekündigt hatte, bildete sich Stacy selbst weiter und schuf etwas, das im Wesentlichen ein Amateur-Heimvideo von Powell Peralta war. Die „Bones Brigade Video Show“ war das erste Skateboard-Video und erschien 1984. Das Filmmaterial bestand aus Wettbewerben, Rampen in Hinterhöfen und Straßenaufnahmen, die im vergangenen Jahr gedreht wurden. In Erwartung eines geringen Umsatzes von etwa 300 Stück verkauften sie das Hundertfache, 30.000 Kopien des Videos (auf VHS), und steigerten damit den Marktanteil von Powell Peralta. Um den Bekanntheitsgrad der Marke zu steigern und das Skateboarding zu fördern, produzierte und gestaltete Stacy jedes Jahr ein neues Bones Brigade-Video, in dem er die unterschiedlichen Persönlichkeiten und erfundenen Manöver seiner Crew vorstellte. Darauf folgte eine Art Revolution im Skateboard-Marketing. Videos wurden ein Muss für jedes Unternehmen, das sich in einer expandierenden Branche einen Namen machen wollte, und die Bones Brigade wurden zu Pionieren.
„Future Primitive: Bones Brigade Video 2“, das 1985 erschien, wird oft als das „beste“ Skateboard-Video aller Zeiten bezeichnet. Im Gegensatz zu BBVS mit seiner einfachen, linearen Handlung und der Sammlung von Tricks taucht Future Primitive in die Subkultur des Skatens ein. Skater kriechen aus Abwasserkanälen, skaten in Hinterhöfen und heruntergekommenen Straßengräben. Das Video wendet sich bewusst vom Mainstream ab. Die Zeiten waren vorbei, in denen man sich danach sehnte, akzeptiert zu werden, und die Brigade genoss ihre Stellung als Alternative der traditionellen Sportarten.
Mitte der 80er Jahre wurden die Videos der Brigade in der ganzen Welt verkauft und eine neue Generation von Jugendlichen entdeckte das Skaten für sich, was die Brigade zu internationalen Stars machte. Die einheimischen Marken gründeten ihre eigenen Magazine, und zum ersten Mal kontrollierten Skater jeden Aspekt des Skateboardens. Powell Peralta erreichte 1987 mit einem Jahresumsatz von 27 Millionen Dollar seinen Höhepunkt, während sein Profiteam weiterhin Wettbewerbe dominierte, monatliche Zahlungen in Höhe von 20.000 Dollar kassierte, um die Welt tourte, gelegentlich Aufruhr verursachte und die Hauptrolle in dem 1987 erschienenem Video „The Search for Animal Chin“ spielte, das bis heute das erfolgreichste Skateboardvideo aller Zeiten ist. Die Premiere des Videos fand in Santa Monica statt. Der Einfluss des Teams in Bezug auf die Vorherrschaft bei Wettbewerben, fortschrittliche Tricks und Marketing ist bis heute unübertroffen.
Ende der 1980er ging der Trend des Skateboards bergab und die Branche brach auseinander, als die Sponsorgelder weniger wurden und sich die meisten Profiskateboarder auf die Suche nach einem Nebenjob machen mussten. Powell Peralta löste sich wegen geschäftlicher Differenzen der Eigentümer auf, und Peralta verließ die Gruppe um in Hollywood Filmemacher zu werden. Fast alle Kernmitglieder der Brigade trennten sich und gründeten ihre eigenen Skateboard-Marken. „In gewisser Weise war es für uns alle an der Zeit, unseren Weg zu gehen. Das Team, wie wir es kannten, ging 1990 zu Ende“, erklärt Peralta im SLUG Magazine. George Powell gruppierte sich neu und setzte die Herstellung von Skateboard-Produkten unter dem Namen „Powell and Bones“ fort.
Zwanzig Jahre später, Anfang der 2000er Jahre, ist die Brigade immer noch im Skateboarding aktiv. Obwohl sie in verschiedenen Bereichen erfolgreich sind, sind sie als Ikonen der Skateboardszene weiterhin miteinander verbunden. Tony Hawk, Rodney Mullen, Lance Mountain und Steve Caballero sind nach wie vor Skate-Stars, während Tommy Guerrero eine Skatemarke betreibt und Mike McGill Besitzer zahlreicher Skateshops in ganz Nordamerika ist. Im Jahr 2001 kehrte Peralta mit seinem preisgekrönten Dokumentarfilm Dogtown and Z Boys zum Skateboarding zurück.
2012 erschien unter der Regie von Stacy Peralta der Dokumentarfilm Bones Brigade: An Autobiography.

## Videografie
Unter dem Namen von Powell & Peralta:
- The Bones Brigade Video Show (1984)
- Future Primitive (1985)
- The Search For Animal Chin (1987)
- Public Domain (1988)
- Axe Rated (1988)
- Ban This (1989)
- Propaganda (1990)
- Eight (1991)
- Celebraty Tropical Fish (1991)

Unter dem Namen von Powell:
- Hot Batch (1992)
- Chaos (1992)
- Play (1993)
- Suburban Diners (1994)
- Scenic Drive (1995)
- Strip Mall Heroes (1998)
- Magic (1999)
- Bones Bearings Class of 2000 (1999)

## Gründungsmitglieder
- Steve Caballero
- Tommy Guerrero
- Tony Hawk
- Mike McGill
- Rodney Mullen
- Mike Vallely
- Lance Mountain
- Stacy Peralta